# Registro Público de Comercio (Argentina)
El Registro Público de Comercio es la base de datos de entidades comerciales de la nación Argentina. Según su ley comercial:
[...] pertenece al Registro Público de Comercio la inscripción de los siguientes documentos:
1° Las convenciones matrimoniales que se otorguen por los comerciantes o tengan otorgadas al tiempo de dedicarse al comercio, así como las escrituras que se celebren en caso de restitución de dote, y los títulos de adquisición de bienes dotales;
2° Las sentencias de divorcio o separación de bienes y las liquidaciones practicadas para determinar las especies o cantidades que el marido deba entregar a su mujer divorciada o separada de bienes;
3° Las escrituras de sociedad mercantil, cualquiera que sea su objeto, exceptuándose las de sociedades en participación;
4° Los poderes que se otorguen por los comerciantes a factores o dependientes, para dirigir o administrar sus negocios mercantiles, y las revocaciones de los mismos;
5° Las autorizaciones concedidas a las mujeres casadas y menores de edad, lo mismo que su revocación; y en general, todos los documentos cuyo registro se ordena especialmente en este Código.
Art. 37. Se llevará un índice general, por orden alfabético, de todos los documentos de que se tome razón, expresándose al margen de cada artículo la referencia del número, página y volumen del registro donde consta.
Art. 38. Los libros del registro estarán foliados y todas sus hojas rubricadas por el que presidiere el Tribunal de Comercio, en la época en que se abra cada nuevo registro.
Art. 39. Todo comerciante está obligado a presentar al registro general el documento que deba registrarse, dentro de los 15 (quince) días de la fecha de su otorgamiento.
Respecto de las convenciones matrimoniales y demás documentos relativos a personas no comerciantes, que después vinieren a serlo, se contarán los 15 (quince) días desde la fecha de la matrícula.
Después de este término sólo podrá hacerse la inscripción, no mediando oposición de parte interesada, y no tendrá efecto sino desde la fecha del registro.
Art. 40. Los 15 (quince) días del artículo precedente empezarán a contarse, para las personas que residiesen fuera del lugar donde se hallare establecido el registro de comercio, desde el siguiente al de la llegada del segundo correo que hubiere salido del domicilio de aquellas personas después de la fecha de los documentos que hubieren de ser registrados.
Art. 41. (Artículo derogado por art. 385 de la Ley 19550 Archivado el 15 de febrero de 2022 en Wayback Machine. B.O. 25/04/1972. Vigencia: a partir de los 180 días de su publicación en el Boletín Oficial.)
Art. 42. Los poderes conferidos a los factores y dependientes de comercio para la administración de los negocios mercantiles de sus principales, no producirán acción, entre el mandante y el mandatario, si no se presentan para la toma de razón, observándose en cuanto a los efectos de las obligaciones contraídas por el apoderado lo prescripto en este Código en el Capítulo De los factores o encargados y de los dependientes de comercio.}}
- Datos: Q56319006